# 朗德島 (克列尼岑群島)
朗德島是美國的島嶼，位於尤加馬克島以南800米的太平洋海域，屬於克列尼岑群島的一部分，由阿拉斯加州負責管轄，長0.16公里，最高點海拔高度1米，島上無人居住。
54°11′58″N 164°46′33″W / 54.19944°N 164.77583°W